# Bok (Orašje, BiH)
Bok je naseljeno mjesto u sastavu općine Orašje, Federacija Bosne i Hercegovine, BiH. Smješteno je jugozapadno od Orašija. Kroz selo prolazi regionalni put R463.

## Povijest
Nakon Mohačke bitke i potpunog pada Bosne pod tursku vlast ovo područje ostaje pusto. Na područje Oštre Luke i Boka naseljavaju Turci Vlahe i ova se dva mjesta spominju pod nazivom Gornji i Donji Boki.To je prvi poznati spomen ova dva mjesta iako pod drugim imenom. Prvo poznato naseljavanje katoličkim pučanstvom[nedostaje izvor] nastalo je za vrijeme Bečkoga rata, odnosno prilikom povlačenja franjevaca i katolika iz okoline Tuzle 1688. god. Tako se 1988. navršilo točno 300 godina od doseljenja katolika Hrvata u ova dva mjesta, a 1993. god. je 445. god. od prvog spominjanja njihovih imena, doduše u nešto izmijenjenom obliku. God. 1998. bide 450. obljetnica prvog spomena ova dva mjesta. Masovnije naseljavanje nastaje poslije austrijsko-turskoga rata 1792. god. Tada su ova mjesta i dobila stalnu lokaciju. Prema popisu Pave Dragičevića iz 1743. zovu se Oštra Luka i Bubalov Bok, a malo kasnije Bok. Budući da je ovo područje bilo vodoplavno davali su Turci stanovnicima porezne povlastice, all su morali biti i čuvari pograničnih dijelova, takozvani graničari, što je slično bilo i u susjednoj Slavoniji, Zbog toga su bill meta čestih napada austrijske i turske vojske kao cilj međusobnih osveta, pa su morali često migrirati i emigrirati, seliti, s jedne na drugu stranu.

## Stanovništvo
| Bok                |       |                |                |                |
| godina popisa      | 2013. | 1991.          | 1981.          | 1971.          |
| Hrvati             | 1362  | 1660 (97,36 %) | 1835 (87,96 %) | 1740 (89,64 %) |
| Srbi               | 10    | 9 (0,52 %)     | 181 (8,67 %)   | 195 (10,04 %)  |
| Muslimani          | 12    | 7 (0,41 %)     | 5 (0,23 %)     | 1 (0,05 %)     |
| Jugoslaveni        | 0     | 22 (1,29 %)    | 53 (2,54 %)    | 0              |
| ostali i nepoznato | 8     | 7 (0,41 %)     | 12 (0,57 %)    | 5 (0,25 %)     |
| ukupno             | 1392  | 1705           | 2086           | 1941           |

Na popisu 1991. godine iz sastava Boka izdvojeno je samostalno naseljeno mjesto Bukova Greda.

## Šport
- NK Bok, županijski ligaš